# Corona d'acer de Romania
La corona d'acer del rei Carol I dels romanesos va ser forjada a l'Arsenal de l'Armada (Arsenalul Armatei) a Bucarest a partir de l'acer d'un canó capturat per l'exèrcit romanès dels otomans durant la seva Guerra d'Independència.
Carol I va triar l'acer, i no l'or, per simbolitzar la valentia dels soldats romanesos. El va rebre durant les cerimònies de la seva coronació i de la proclamació de Romania com a regne el 1881. És la mateixa corona que es va utilitzar el 1922 a la coronació del rei Ferran I i de la reina Maria com a sobirans de Romania, que va tenir lloc a Alba Iulia.
La Corona va ser utilitzada també durant la coronació i la unció com a rei de Miquel I pel patriarca ortodox de Romania, Nicodim Munteanu, a la catedral patriarcal de Bucarest, el mateix dia de la seva segona adhesió, el 6 de setembre de 1940.

L'escut d'armes de Romania es va augmentar l'11 de juliol de 2016 per afegir una representació de la corona d'acer.

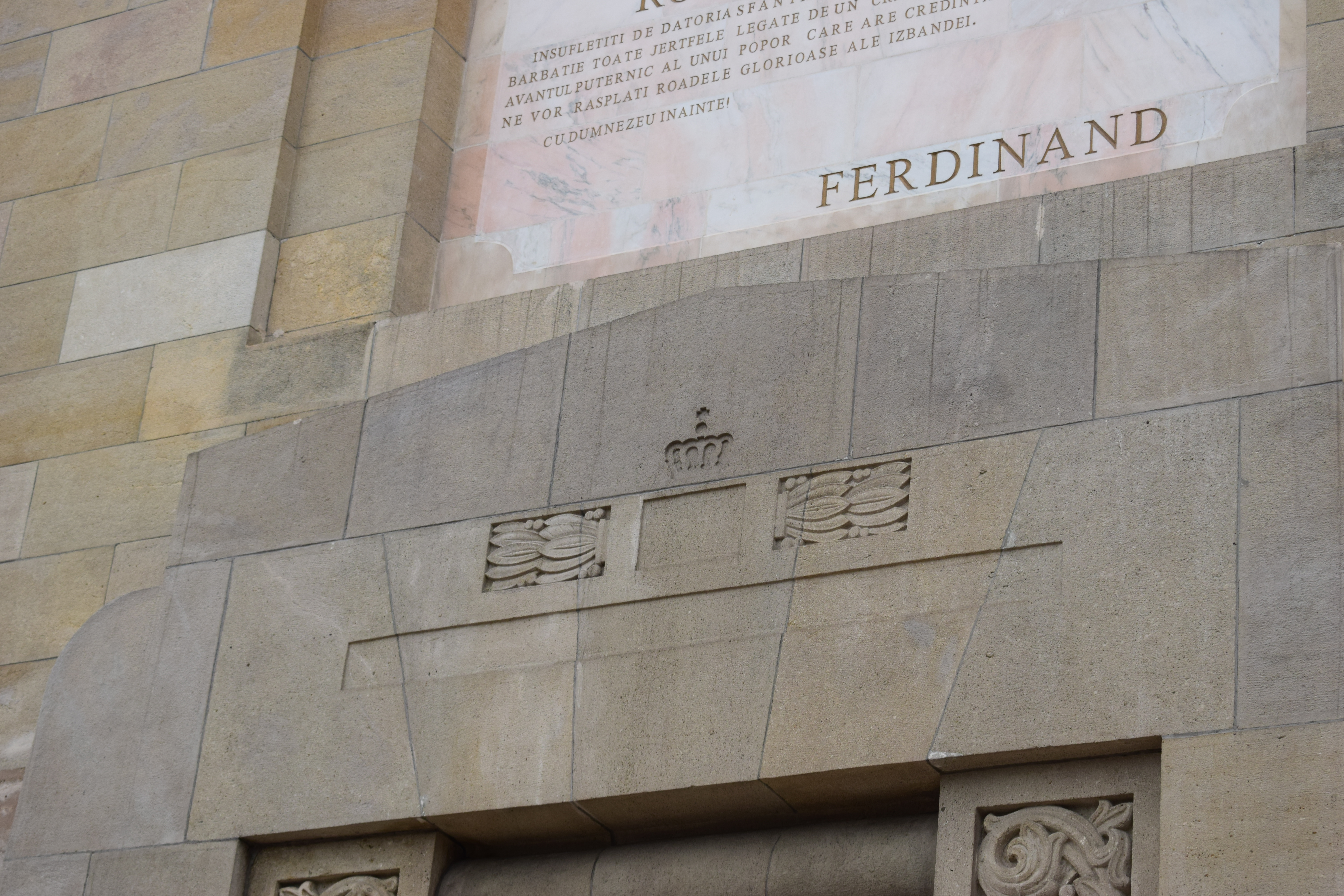
El símbol de la Corona Reial (la "Corona d'Acer" romanesa), representat a la façana oriental de l'Arc de Triomf ("Arcul de Triumf") a Bucarest.
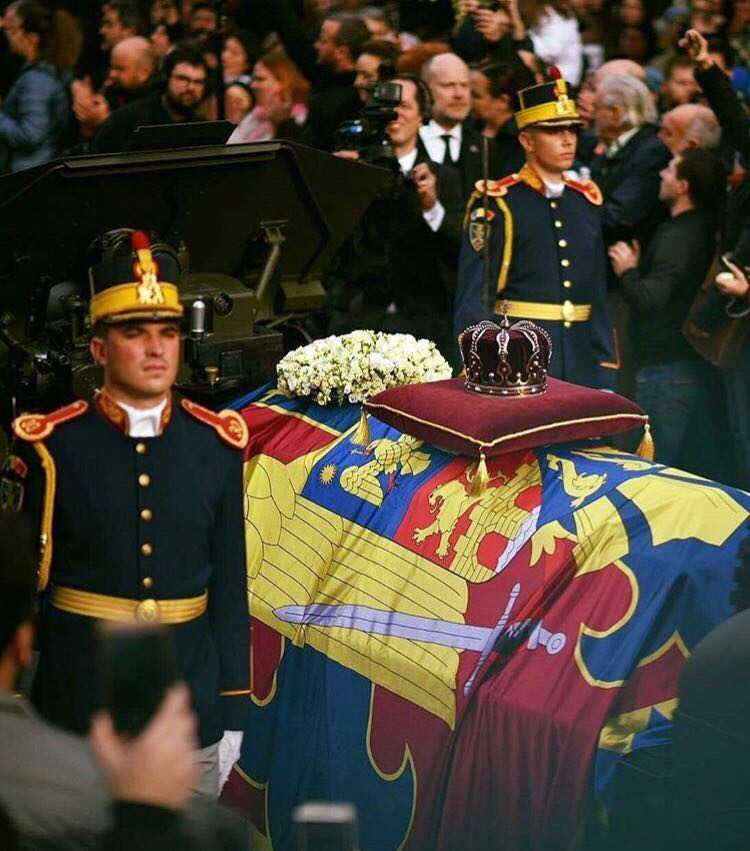
El funeral del rei Miquel I de Romania el desembre del 2017, amb la corona al fèretre.
Representació heràldica

## Galeria d'imatges

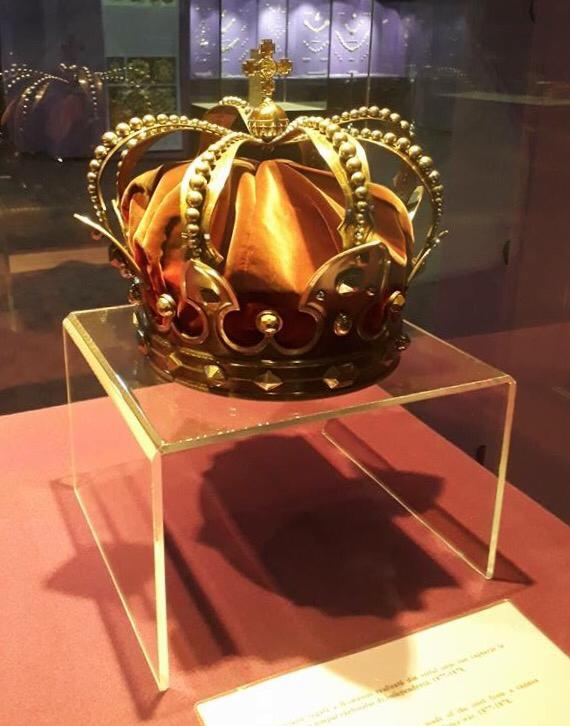
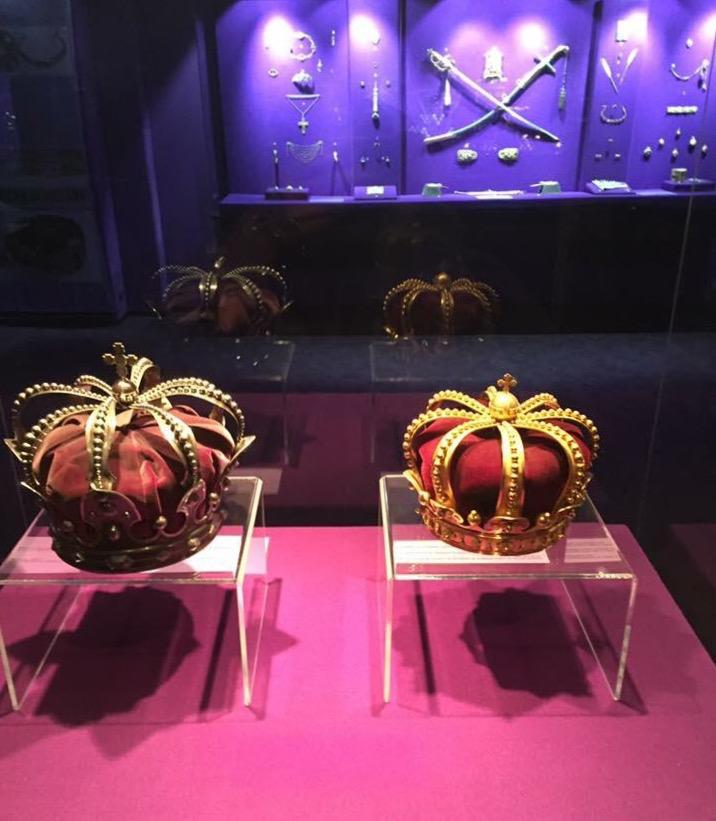
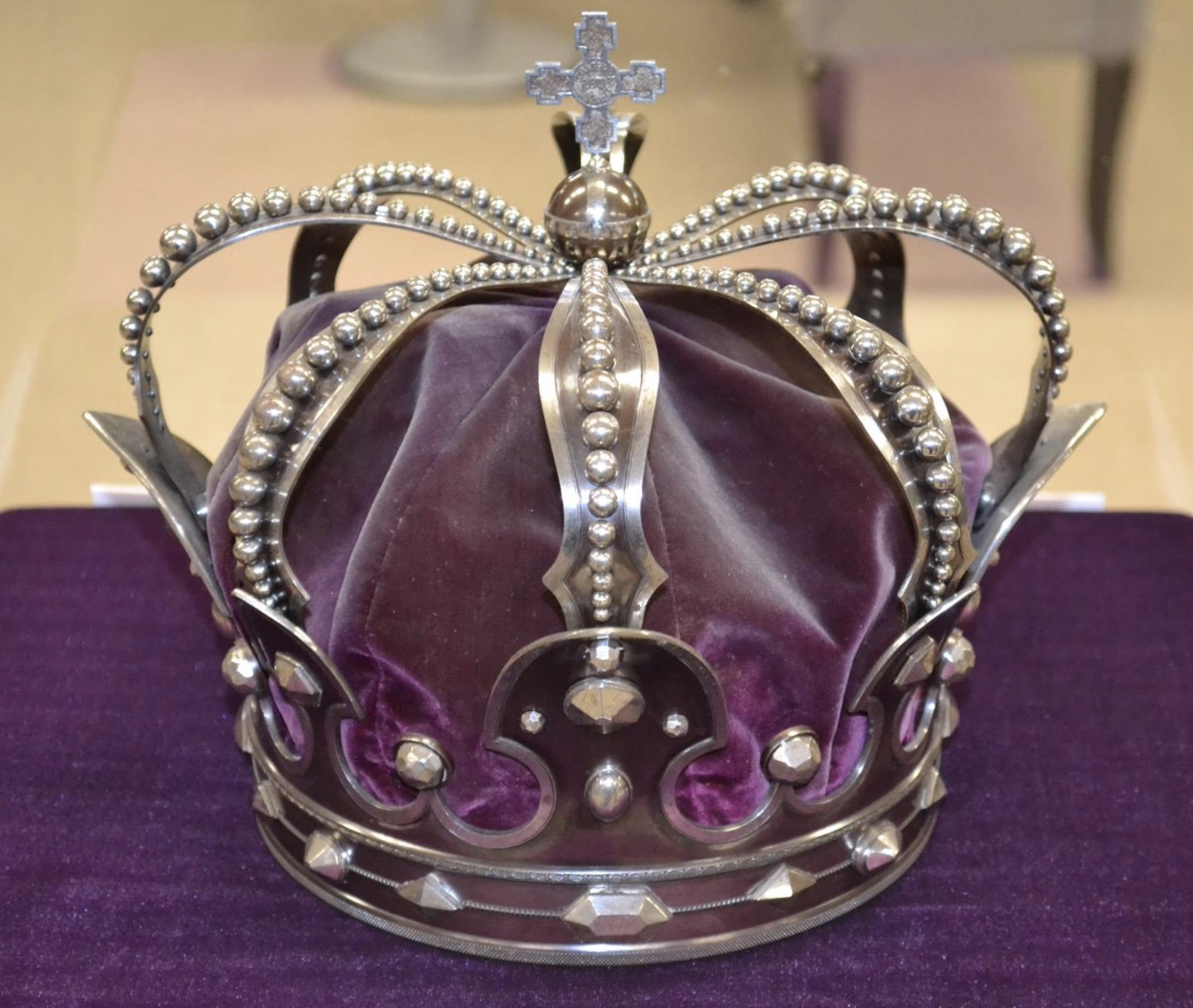
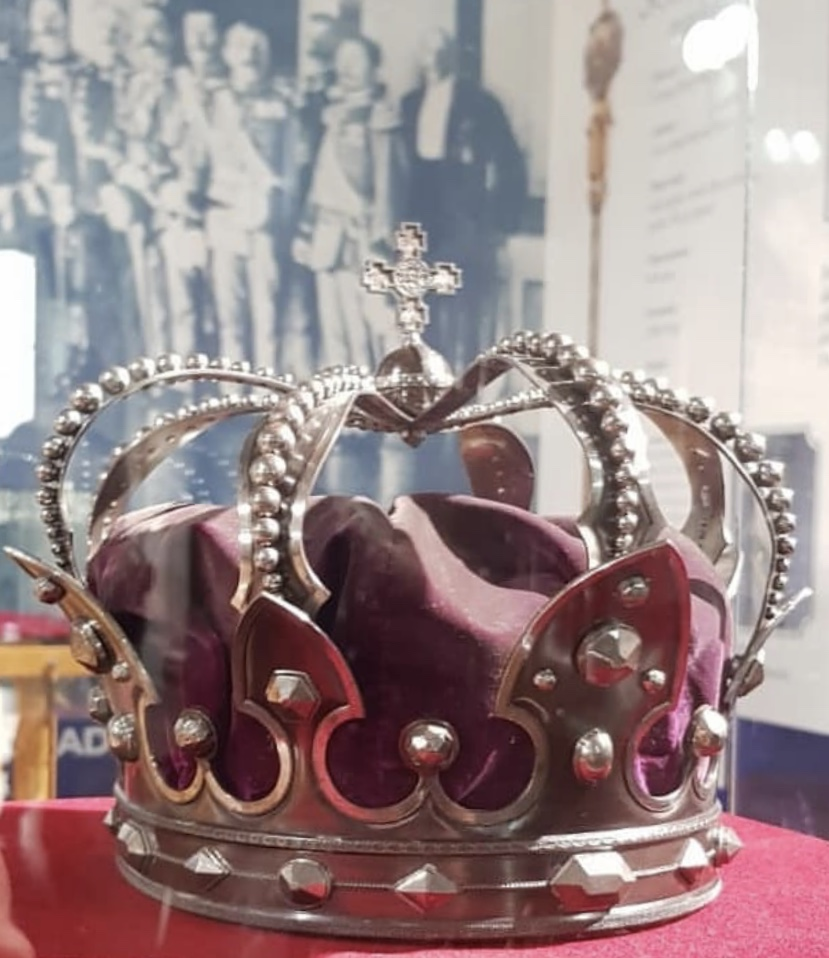
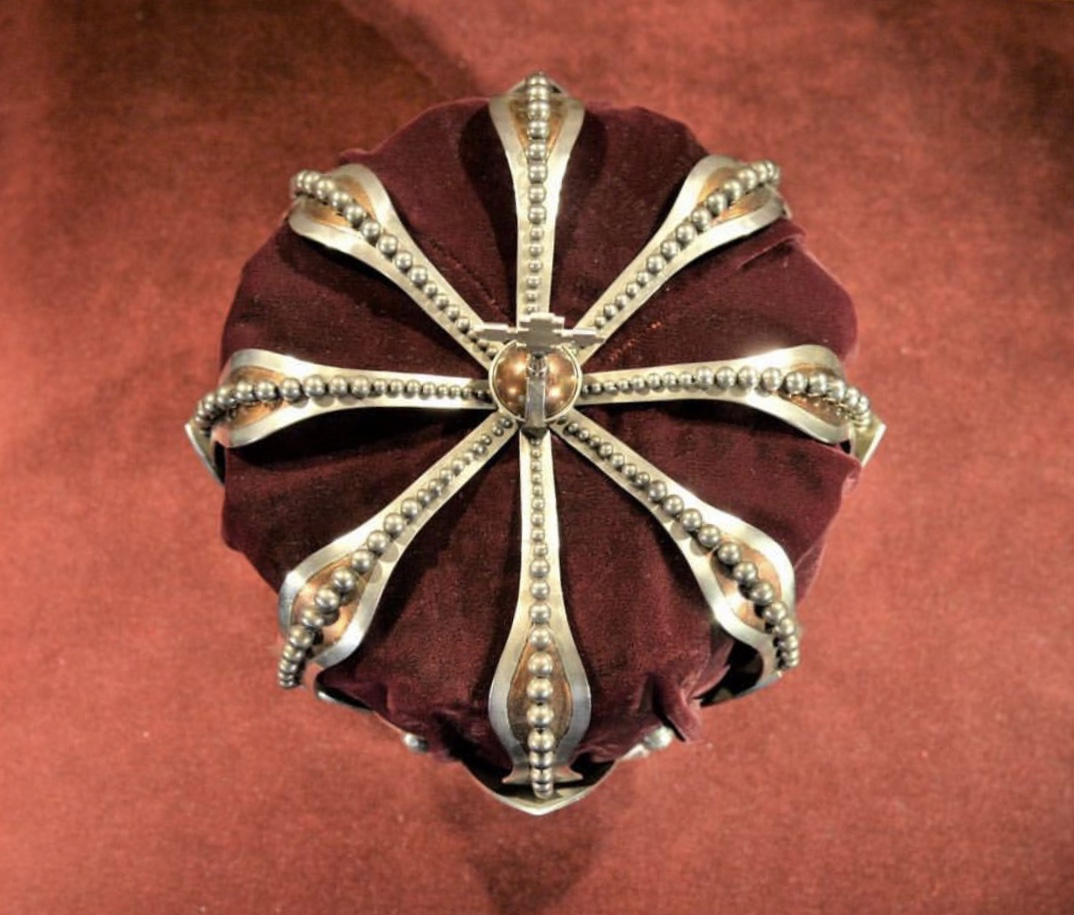
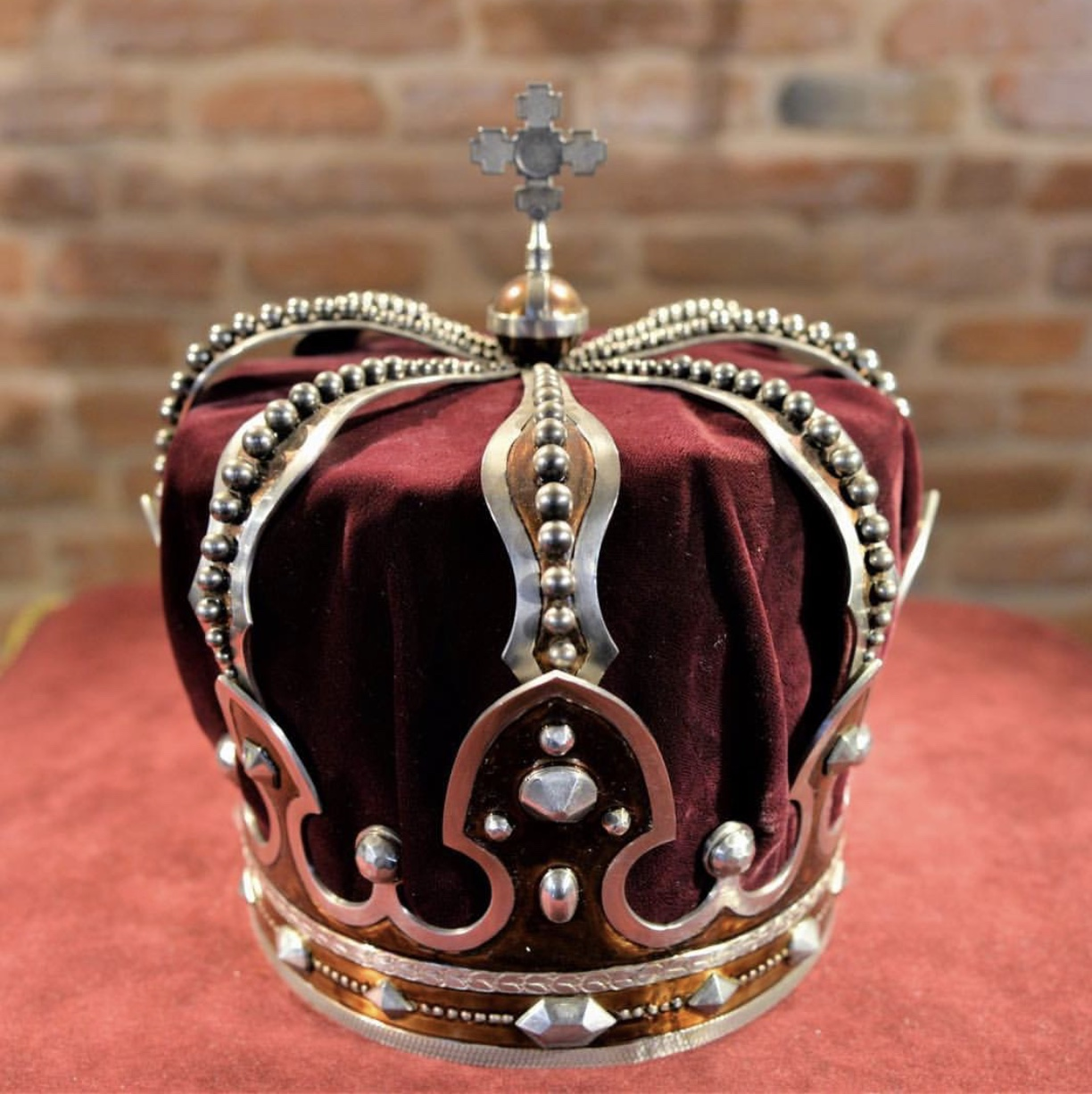